# Grieg (cráter)
Grieg es un cráter de impacto de 59 km de diámetro del planeta Mercurio. Debe su nombre al compositor noruego Edvard Grieg (1843-1907), y su nombre fue aprobado por la  Unión Astronómica Internacional en 1985.